# Höhlenverein
Ein Höhlenverein ist eine Organisation mit dem Zweck der Erforschung oder dem Erhalt von Höhlen sowie weiteren Aufgabenstellungen aus dem Bereich der Höhlenkunde. (z. B. Ausbildung, wissenschaftliche Arbeit, Höhlenschutz, Erforschung von Flora und Fauna, Höhlenrettung)
Oftmals werden von Höhlenvereinen auch Schauhöhlen betrieben oder betreut, um das Gebiet der Höhlenkunde einer breiteren Öffentlichkeit zugänglich zu machen.
Nationale Dachverbände der Höhlenvereine sind der Verband der deutschen Höhlen- und Karstforscher, der Verband Österreichischer Höhlenforschung (VÖH) und die Schweizerische Gesellschaft für Höhlenforschung (SGH).

## Verbände
- Verband der deutschen Höhlen- und Karstforscher
- Verband Österreichischer Höhlenforschung
- Union Internationale de Spéléologie